# Incontro (Francesco Guccini)
Incontro è un brano musicale scritto ed interpretato da Francesco Guccini, contenuto nell'album Radici (1972).

## Composizione e contenuti
In Incontro Guccini narra del suo rendez-vous modenese, a dieci anni di distanza, con un'amica dei tempi andati. È una malinconica occasione per rievocazioni nostalgiche e per constatare i cambiamenti avvenuti, come «i nostri miti morti ormai | la scoperta di Hemingway» e «la mia America e la sua | diventate nella via | la nostra città tanto triste».
L'autore così spiega la genesi del brano:
Ed infatti proprio in ambito cinematografico la canzone è stata particolarmente apprezzata: inserita nella colonna sonora del film Radiofreccia di Luciano Ligabue, ha ricevuto inoltre l'apprezzamento del regista Leonardo Pieraccioni, che ha affermato: «conosco a memoria molte canzoni di Guccini. La mia preferita è Incontro con le parole "la tristezza poi ci avvolse come miele"» e «se mi avessero dato venti lire ogni volta che ho ascoltato Incontro mi ci sarei comprato un biglietto aereo da farci il giro del mondo».
Guccini ha chiarito l'origine letteraria di alcuni passaggi del testo: «la tristezza poi ci avvolse come miele» è ispirato a Suzanne di Leonard Cohen («il sole si riversa come miele»); «le stoviglie color nostalgia» è tratto dalla poesia La signorina Felicita ovvero la Felicità di Guido Gozzano («E gli occhi fermi, l'iridi sincere | azzurre di un azzurro di stoviglia»); «noi corriamo sempre in una direzione | ma qual sia e che senso abbia chi lo sa» viene da una frase di Edmund Husserl citata in un manuale di Anceschi («Il tutto infinito scorre infinitamente in una direzione, quale sia noi non lo potremo sapere»). Guccini ha inoltre spiegato: «non è vero che ci siamo incontrati con lei che mi correva incontro lungo le scale. Però tutto sommato era carino, sembrava la sequenza di un film di Lelouch al rallentatore...».

## Cover
- Enrico Ruggeri (album Contatti, 1989)
- Roberto Vecchioni (Club Tenco, 1989)
- Luciano Ligabue (Note di Viaggio, 2019)
- Federico Fiumani (Un ricordo che vale dieci lire, 2014)